# Kielbruch

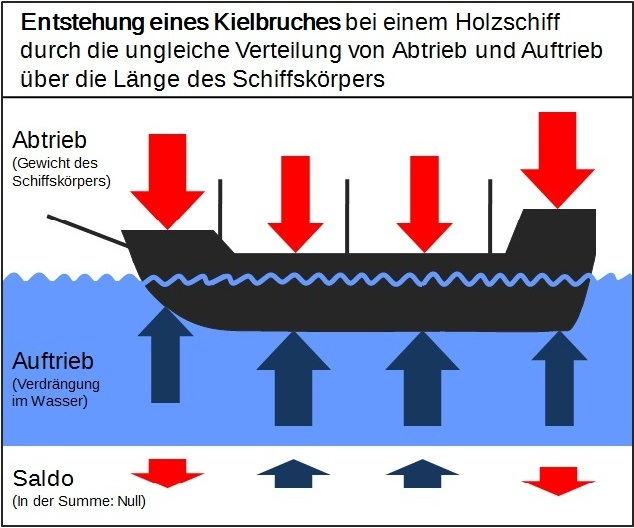
Entstehung eines Kielbruches (vereinfachte Darstellung)

Als Kielbruch bezeichnet man eine allmähliche Verformung (und damit Schädigung) von – insbesondere hölzernen – Schiffsrümpfen.
Der Kielbruch entsteht bei im Wasser schwimmenden Schiffen durch den unterschiedlichen Auftrieb von Bug und Heck im Unterschied zum restlichen (Mittelteil) des Schiffsrumpfes.
An Bug und Heck wirkt aufgrund des dort schmaler und weniger tief werdenden Schiffskörpers (der damit dort weniger Verdrängung hat) ein geringerer Auftrieb als am Mittelteil des Schiffskörpers. Dadurch neigen Bug und Heck dazu, tiefer im Wasser zu liegen – am Mittelteil des Schiffskörpers zu „hängen“ – wodurch sich der Schiffskörper allmählich verbiegt.
Ein Kielbruch tritt vor allem bei großen, langen und lange im Wasser befindlichen Holzschiffen auf. Zusätzliches Gewicht durch Schiffskastelle verstärkt den Effekt.

## Sonstiges
Häufig wird auch der physische Bruch des Kieles, dem tragenden Element des Schiffsrumpfes, zum Beispiel durch Auflaufen auf eine Untiefe als Kielbruch bezeichnet.
Der Verlust des Kieles bei einer Kielyacht (Segelschiff) ist kein Kielbruch im eigentlichen Sinne, aber führt zum völligen Stabilitätsverlust des Schiffes. Es wird schon bei geringen Seitenwinden oder Wellen sehr schnell durchkentern und wahrscheinlich sinken, weswegen das für die Crew oft tödlich ausgeht (z. B. im Fall der Cheeki Rafiki).